# Costalero

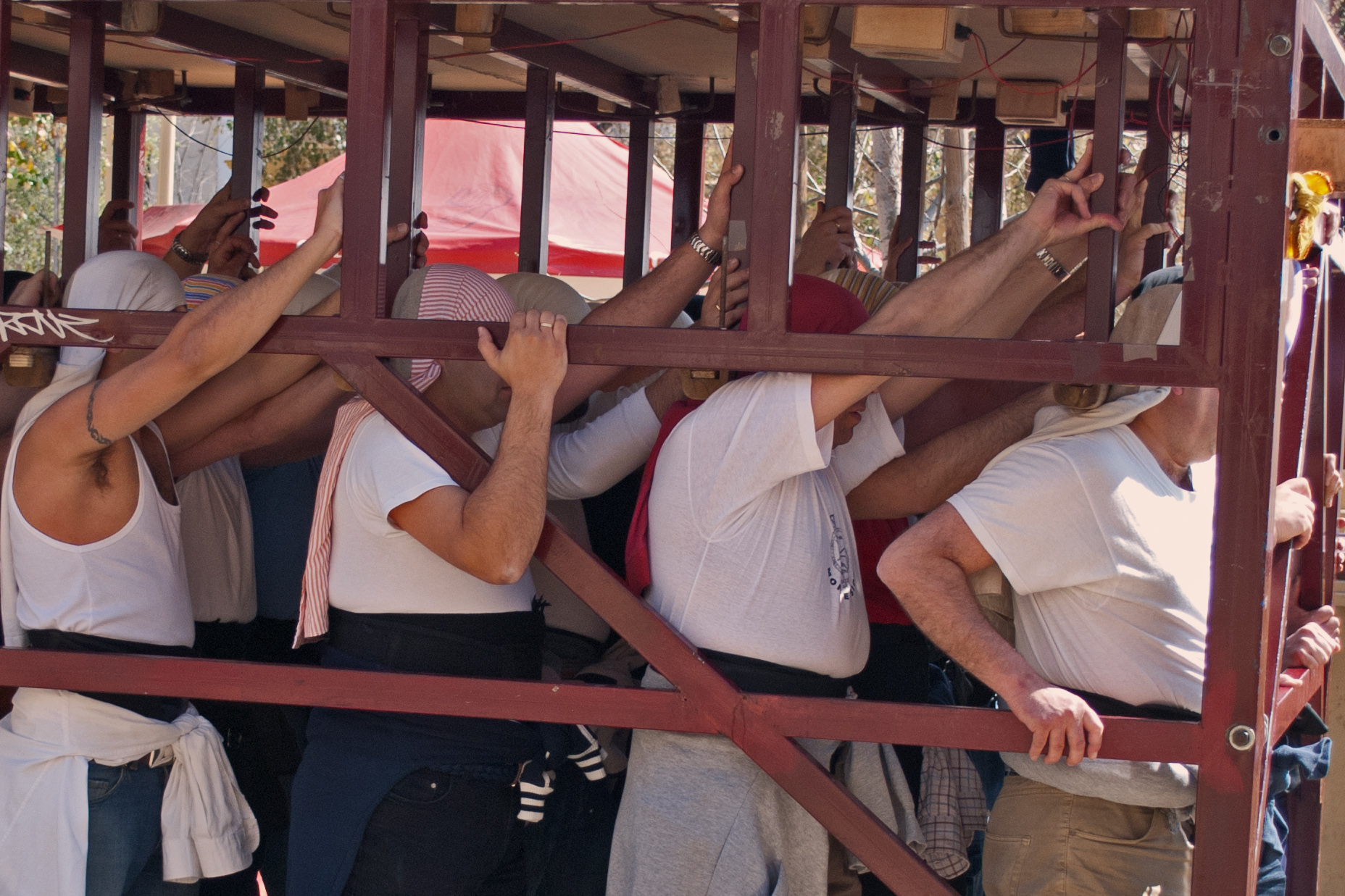
Ensayo de costaleros en Sevilla.

Costalero es la persona que carga los pasos procesionales desde el interior utilizando para ello un costal o prenda de vestir que facilita la carga; la misma se realiza aplicando la cerviz (en concreto la séptima vértebra cervical) contra una trabajadera: nombre que recibe cada uno de los palos transversales de madera que pueblan el interior del paso.
El término costalero es un término (derivado del sustantivo costal) recogido ya en la obra Vocabulario andaluz (1934) de Antonio Alcalá Venceslada que lo define como: "los que llevan los pasos de las imágenes, con un costal algo relleno que se colocan en la cabeza y les cae por la espalda".

## El costal
El costal es una pieza de arpillera o tejido de estopa que, junto con la "morcilla", forma la "ropa" o prenda más importante de la vestimenta del costalero. La morcilla (así llamada por tener una forma parecida a la del embutido) es una almohadilla en torno a la cual se lía la ropa; siendo el elemento sobre el que descansa directamente la trabajadera (o palo de la parihuela) en la que va el costalero en cuestión. El costal fue usado anteriormente por los cargadores del puerto, muchos de los cuales también se dedicaban a cargar los pasos.

## La cuadrilla de costaleros

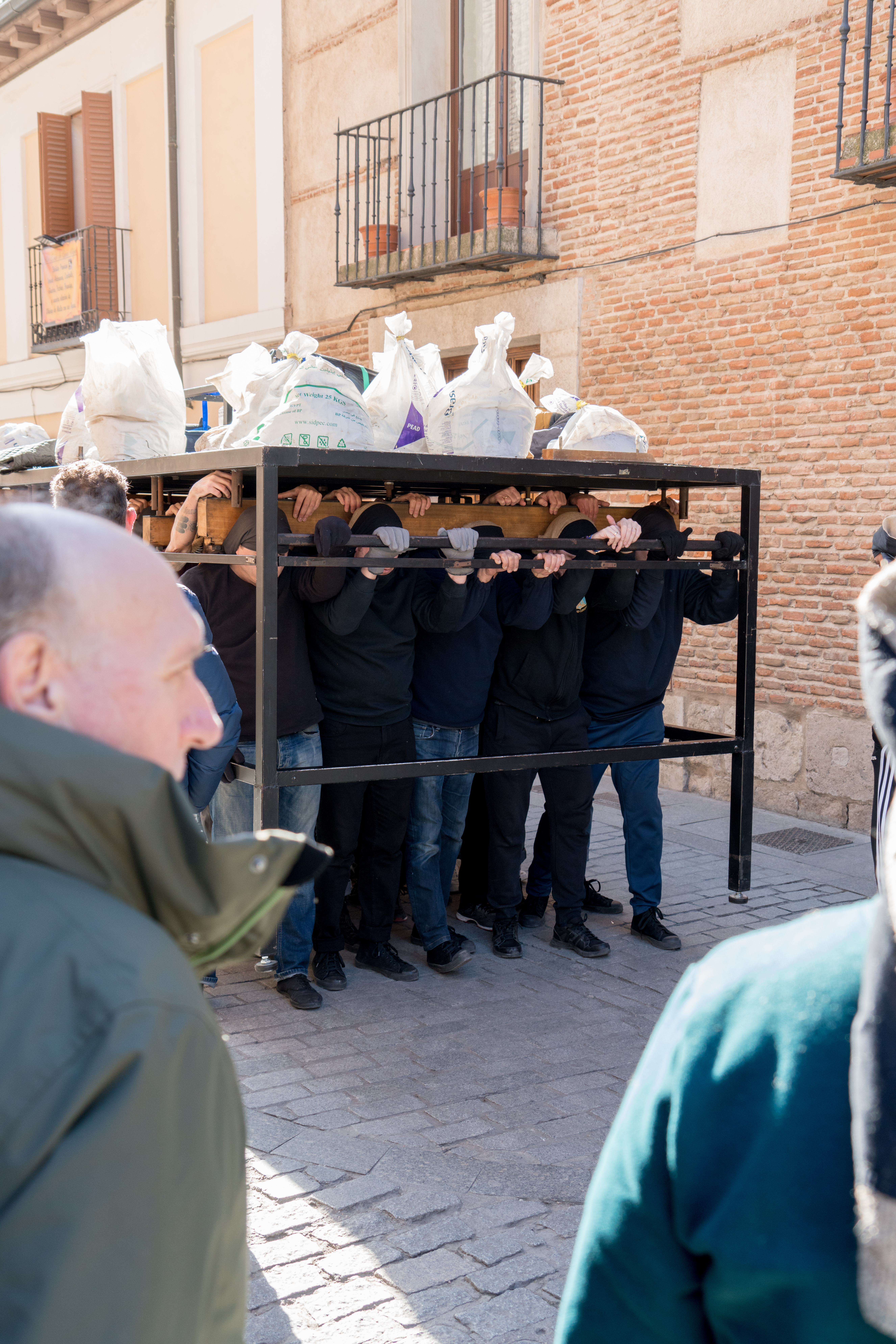
Costaleros ensayando en Alcalá de Henares

Los costaleros se organizan en cuadrillas que están al mando de un capataz, que suele tener como ayudantes un segundo capataz y a los contraguías, encargados éstos de repetir las órdenes del capataz a los costaleros que se encuentran en la parte trasera del paso.
Los costaleros que se encuentran en las cuatro esquinas de la parihuela se denominan pateros y su función es fijar bien las revirás o giros del paso. Junto a los pateros se encuentran los fiadores, que ayudan al patero en las maniobras. Situados en los dos extremos de cada trabajadera están los costeros y, finalmente, los costaleros ubicados en el centro del palo son denominados corrientes. Los mismos reciben su nombre de la antigua configuración de las calles, ya que era precisamente en el centro de las mismas donde solía reunirse la corriente de agua formada por la lluvia.

## Los costaleros más allá de Sevilla
En muchas ciudades y localidades de Andalucía los pasos llevados a costal se han convertido en la forma predominante de realizar las procesiones de penitencia, por lo que la figura del costalero, nacida en Sevilla,[cita requerida] se ha hecho hoy muy popular en toda la geografía regional. 
Esta forma de procesionar se ha extendido también por toda la geografía nacional, practicándose en ciudades como Ciudad Real, Oviedo, Ávila, Madrid, Salamanca, Palencia, Cáceres, Badajoz, Zaragoza, Alicante, Las Palmas de Gran Canaria, Santa Cruz de Tenerife o San Cristóbal de La Laguna.
De hecho, a día de hoy el paso de misterio con más trabajaderas, y por ende con mayor número de costaleros, es el misterio de Jesús en su Prendimiento, de la ciudad de Huelva, que cuenta con doce trabajaderas de seis costaleros cada una (72 costaleros en total).

## Historia de los costaleros
En algunos momentos históricos las hermandades han tratado de establecer mecanismos para llevar los pasos sin necesidad de portadores. Así, la Hermandad del Gran Poder de Sevilla en el acta de cabildo del 11 de abril de 1875 nombró una comisión para estudiar este menester. En cualquier caso, fue en los años 20 y 30 del siglo XX cuando algunos pasos de Sevilla se llevaron con ruedas, pero no se siguió haciendo. No obstante, aún hoy el Cristo de las Ánimas de Córdoba procesiona en un paso a ruedas, que es como se llevaban los pasos en esa ciudad en el siglo XVI.
Fue durante la primera mitad del siglo XX cuando comenzaron a proliferar y desarrollarse en Sevilla las cuadrillas de costaleros profesionales, hombres procedentes en su mayoría del muelle del puerto y del mercado de la Encarnación, acostumbrados a realizar labores de carga y descarga durante todo el año. En muchas ocasiones, eran seleccionados para "trabajar" bajo los pasos de Semana Santa por sus propios patrones, quienes a su vez ejercían de capataces de las cofradías. Así, durante buena parte de la historia de las procesiones de Semana Santa los pasos fueron cargados por costaleros profesionales que no tenían por qué estar inscritos como hermanos de la correspondiente hermandad, y formaban parte de cuadrillas de profesionales que fijaban un precio por contrato para realizar su trabajo.
Es en esta misma época es cuando se forjaron las grandes sagas de capataces. Uno de estos capataces que revolucionó el mundo de las trabajaderas con un estilo de organizar su cuadrilla serio y ordenado fue Rafael Franco Luque, apodado "el Fatiga" (1881-1947), que entre otras novedades generalizó el uso del traje y la corbata negra para los capataces, el cuadrante con la lista de los costaleros, y perfeccionó la técnica conocida como la “igualá”, que hasta entonces se hacía sin demasiado orden.
A la altura de los años setenta del siglo XX, debido a las constantes reivindicaciones salariales por parte de las cuadrillas profesionales y a su elevado coste, las juntas de gobierno de las hermandades comenzaron a buscar la creación de cuadrillas de hermanos costaleros, voluntarios a las órdenes de capataces aficionados. Este tipo de costaleros suelen ser hermanos que pagan su cuota para procesionar (papeleta de sitio) y organizan una cuadrilla para llevar el paso. Dentro de los costaleros voluntarios se puede distinguir a los costaleros penitentes, que realizan su labor por algún tipo de penitencia o promesa. La primera hermandad que organizó una cuadrilla de costaleros voluntarios fue la de la Virgen de las Aguas de la Iglesia del Salvador de Sevilla en 1972. La siguiente en utilizar hermanos costaleros fue la Hermandad de los Estudiantes sevillana en 1973. En 2010 solo dos hermandades de esta ciudad llevaban aún costaleros profesionales.